# Agencija Rokenrol
je slovenska pop-rockovska zasedba, ki je nastala v Ljubljani spomladi 2000, ko je Franc Opeka, nekdanji vodja progrockovske zasedbe Izvir pomagal kantavtorju in pesniku Mateju Krajncu sestaviti zasedbo za sodelovanje z založbo Helidon. Opeka in Krajnc sta sprva delovala kot duo in nastopila v več ljubljanskih klubih (mdr. Birdland) in drugih klubih po Sloveniji (mdr. celjska Špica), v prvotni zasedbi pa je deloval še bobnar Ernesto Lutman, s katerim sta v studiu Činč leta 2000 nastala tudi prva bendovska posnetka. Po več kadrovskih spremembah se je zasedba konec leta ustalila v zasedbi Matej Krajnc (ritem kitara, glas), Franc Opeka (solo kitara, spr. glas), Ana Korenini (bas) in Marko Avanzo (bobni). Od jeseni 2000 je kot t. i. "pridruženi član" sodeloval klaviaturist Andrej Konjajev (Sedem svetlobnih let). Zgodaj pozimi 2000 je Ano Korenini zamenjal basist Tomaž Valenčič in v tej postavi je zasedba delovala do maja 2002, ko je v studiu GIS Muzikaviva v Trzinu posnela svoj drugi album, nakar sta jo zapustila ustanovni član Matej Krajnc in basist Valenčič. Zasedba je nehala obstajati jeseni 2002.
Pozimi 2000 je zasedba intenzivno pripravljala gradivo za ploščo, pesmi so bile sprva zvečine avtorsko delo Mateja Krajnca, ki jih je aranžiral Opeka, a vzporedno so že nastajale pesmi, ki sta jih Krajnc in Opeka pisala kot avtorski tandem. Nekaj jih je našlo prostor že na prvi plošči zasedbe, ki je z naslovom V akciji pozno spomladi 2001 izšla pri založbi Helidon. Zasedba je jeseni 2001 posnela videospot za pesem V riti (priredbo pesmi Busted, ki jo je napisal Harlan Howard), pripravila promocijski nastop v ljubljanskem klubu Hound dog, nastopila v radijski oddaji Izštekani na Valu 202, januarja 2002 v oddaji Sobotna noč na TV Slovenija in do pomladi 2002 igrala širom po Sloveniji z zaključkom 5. aprila 2002 v ljubljanskem Orto baru. To je bil tudi zadnji uradni nastop zasedbe, ki se je maja zaprla v studio in posnela 17 pesmi za drugi album. Deset jih je izšlo jeseni 2002 pri celjskem KUDu Štempihar na plošči Drugi udarec, ki je izšla zgolj kot dokument zadnjega avtorskega obdobja zasedbe. Jeseni 2019 je pri založbi Helidon izšla kompilacija Tretje poglavje z izborom najboljših avtorskih pesmi z obeh plošč. Od leta 2019 spet deluje spletna stran zasedbe. 
Zasedba je sprva izvajala poprockovske pesmi na temeljih zgodnjega rokenrola, zlasti rockabillyja, kar je zvočna rdeča nit prve plošče V akciji, poznejše pesmi pa so imele trši rockovski, tudi eksperimentalni zvok. Zlasti inštrumental Agencija Rokenrol je spominjal na progresivni rock sedemdesetih, kjer je Franc Opeka kot kitarist, aranžer in avtor odigral eno pomembnejših vlog. Med vidnejšimi pesmimi zasedbe so Modro nebo, Dvojni viski, Oktobrska uvertura in singl V riti (Busted) s prve plošče, ter rockovska balada Napačna številka, Pa sem reku in inštrumental Agencija Rokenrol z druge plošče. 

DISKOGRAFIJA:
Singli:
V riti (Busted) (Harlan Howard-Matej Krajnc), 2001
Pa sem reku (Franc Opeka-Matej Krajnc), 2002
Albumi:
V akciji (Helidon 2001)
Drugi udarec (KUD Štempihar 2002)
Tretje poglavje (Helidon 2019 - kompilacija)
1. ↑  http://www.sigic.si/?tag=Agencija+Rokenrol
2. ↑  https://www.mladina.si/97721/droge-seks-alkohol-in-samomor/